# Wardersee
Wardersee este o arie protejată (arie de protecție specială avifaunistică — SPA) din Germania întinsă pe o suprafață de 1.043 ha, integral pe uscat.

## Localizare
Centrul sitului Wardersee este situat la coordonatele 53°58′03″N 10°26′41″E / 53.9675°N 10.4447°E.

## Înființare
Situl Wardersee a fost declarat arie de protecție specială avifaunistică în august 2000 pentru a proteja 24 de specii de animale.

## Biodiversitate
Situată în ecoregiunea continentală, aria protejată nu include niciun habitat protejat.
La baza desemnării sitului se află mai multe specii protejate de  păsări (24): ciocârlie-de-câmp (Alauda arvensis), Anas platyrhynchos platyrhynchos, gâscă cenușie (Anser anser), fâsă de luncă (Anthus pratensis), rața moțată (Aythya fuligula), Branta leucopsis, buha (Bubo bubo), prundaș gulerat mare (Charadrius hiaticula), erete de stuf (Circus aeruginosus), prepeliță (Coturnix coturnix), cristeiul de câmp (Crex crex), lebădă de iarnă (Cygnus cygnus), ciocănitoarea de stejar (Dendrocopos medius), ciocănitoare neagră (Dryocopus martius), presură sură (Emberiza calandra), Grus grus grus, codalb (Haliaeetus albicilla), sfrâncioc roșiatic (Lanius collurio), Mergus merganser merganser, gaia roșie (Milvus milvus), vultur pescar (Pandion haliaetus), ploier auriu (Pluvialis apricaria), mărăcinar (Saxicola rubetra), nagâț (Vanellus vanellus).